# Blepisanis capensis
Blepisanis capensis är en skalbaggsart som först beskrevs av Louis Albert Péringuey 1888.  Blepisanis capensis ingår i släktet Blepisanis och familjen långhorningar. Inga underarter finns listade.